# 아마존오시쿠도
아마존오시쿠도(Oxymycterus amazonicus)는 비단털쥐과에 속하는 남아메리카 설치류이다. 브라질 아마존 분지에서 발견되며, 습윤 저지대 숲에서 서식한다. 넓은 분포 지역에서 흔하게 발견되는 종으로 국제 자연 보전 연맹(IUCN)에서 "관심대상종"으로 분류한다.

## 특징
성체 아마존오시쿠도는 몸길이 약 140~180mm까지 자라고 86~95mm의 비교적 짧은 꼬리를 갖고 있다. 등 쪽과 옆구리 쪽의 털은 일반적으로 진한 갈색이지만, 일부 개체는 좀더 불그스레한 갈색을 띤다. 배 쪽은 오렌지색이고 목 쪽은 다른 부분보다 연하며 가끔 흰색에 가까운 색을 띤다. 종 식별은 뒷다리와 귀의 길이를 측정하는 데 도움이 된다. 이 경우 큰 발톱을 포함하여 뒷발 길이는 28~29mm이고, 귀 길이는 16~20mm이다.

## 분포
아마존오시쿠도는 브라질 아마존 분지의 토착종이다. 분포 지역은 아마존강부터 남쪽으로 토칸칭스강과 마데이라강, 마투그로수주 북서부 일부 지역, 서쪽으로 자마리강까지이다. 서식지는 습윤 저지대 숲이지만, 이차성숙림과 카사바 경작지와 논 경계의 관목 지대에서도 발견된다.

## 생태
아마존오시쿠도의 포식자는 뱀으로, 피트살무사 종(Bothrops spp)의 위장 안에서 발견된 표본을 통해 밝혀졌다.

## 보전 상태
아마존오시쿠도는 분포 지역이 넓고 개체수 추이는 알려져 있지 않지만, 널리 분포하고 흔하게 발견되는 종이다. 특별한 멸종 위협 요인이 없고 다수의 보호 지역에서 발견되기 때문에 국제 자연 보전 연맹(IUCN)이 "관심대상종"으로 분류하고 있다.